# Bomfunk MC’s
A Bomfunk MC's egy finn breakbeat, hiphop zenét játszó csapat volt 1998 és 2005 között. A zenekar frontembere a finn rapper B.O. Dubb (születési nevén: Raymond Ebanks), a legfőbb producer pedig Jaakko "JS16" Salovaara volt.

## Történet
A zenekar első lemeze az 1999-es album, az In Stereo (Sony Music) volt, amely  az alábbi kislemezeket tartalmazta: "Freestyler", "Uprocking Beats", és a "B-Boys & Flygirls", amelyek népszerűek voltak Finnországban. Uprocking Beats elérte az #1 pozíciót a finn Dance slágerlistákon. Több mint 600 ezer darabot adtak el az In Stereo albumból.
A 2000-ben megjelenő Freestyler sikerre vezette az albumot Skandináviában és Németországban. A Freestyler népszerű lett egész Európában és a régió legnagyobb számban eladott single-je lett ebben az évben. A szám elérte az #1. helyet Törökországban, Ausztráliában, Új-Zélandon, Írországban, Dániában, Norvégiában, Svédországban, Hollandiában, Olaszországban és Németországban, az Egyesült Királyságban 2. lett.
2000-ben az MTV Europe Music Awards-ön a csapat elnyerte a Best Nordic Act díjat. 2002-ben kiadták a Burnin' Sneakers című albumot, rajta a Super Electric", "Live Your Life" és a "(Crack it!) Something Goin' On" (Jessica Folcker-rel). Ez az album nemzetközi szinten kevesebb figyelmet kapott, ennek ellenére jól fogyott Finnországban.
2002 szeptemberében DJ Gismo úgy döntött elhagyja a csapatot (nem sokkal később csatlakozott a Stonedeep zenekar), Riku Pentti-vel (DJ) és Okke Komulainen-vel (billentyűs) is sikerült tagcserét csinálni. Csatlakozások után nem sokkal kiadtak egy speciális lemezt, "Back to Back" címmel.
2004-ben Universal Music gondozásában megjelent a Reverse Psychology című album, ezt előzi meg a No Way in Hell című szám. Ez év őszén az albumról megjelenik a Hypnotic című számuk. JS16 csinálta az album felét, az album másik felét Pennti, Komulainen, és Mäkinen csinálta, akik magukat The Skillsters Plus One-nak hívják. Reverse Psychology című album nem sok figyelmet kapott a skandináv államokon kívül. Az album két száma elérte a német slágerlista top 100-as helyét, de Európában máshol nem. A fogadtatás vegyes volt. Sok rajongó látta, hogy DJ Gismo a zenekar egyik arca, annak ellenére, hogy nem vesz részt a zenekar zenéjében, kivéve néhány szkreccselést, a zenekar nevét jelentő számokat a producer JS16 készítette.
Annak ellenére, hogy egy kiadó volt, a Bomfunk MC's zenéjét nehéz megtalálni a boltokban szerte a világon 2001 óta. Továbbá a zenekar honlapja hírhedt volt a rajongók körében, lévén, hogy hiányoznak a frissítések. Mint 2014-ben a legnagyobb rajongók mellett a kisebb oldalakról is tűnnek el a rajongók. 2010-ben a hivatalos oldal újra elérhető, igaz oroszul.
2014-ben semmit sem tudunk a zenekar helyzetéről, vagy arról, hogy újra aktív lenne-e. JS16 a zenekar legfőbb producere és mentora szólókarrierben még aktív; 2007-ben megjelent az első önálló albuma Rosegarden néven (aminél sikerült elérni, hogy jelentős klubok játsszák).

## Zenei munkásság
Albumok
In Stereo (1999)
1. Uprocking Beats
2. B-Boys & Flygirls
3. Freestyler
4. Other Emcee's

Super Electric (2001)
Burnin' Sneakers (2002)
1. Live Your Life (featuring Max'C)
2. (Crack It!)Something Goin'On (featuring Jessica Folcker)
3. Back to Back" (featuring Z-MC)
4. No Way In Hell
5. Reverse Psychology
6. Hypnotic" (featuring Elena Mady)

Videók
- Uprocking Beats 1998
- B-Boys & Fly Girls 1999
- Freestyler 1999
- B-Boys & Fly Girls Y2K Mix 2000
- Uprocking Beats JS 16 Radio Mix 2000
- Super Electric 2001
- Live Your Life 2002
- (Crack It!) Something Goin' On 2002
- Back To Back 2002
- No Way In Hell 2004
- Hypnotic 2005

## Érdekesség
Két Bomfunk MC dal szerepelt a Firebugs nevű PlayStation autóversenyen "We R Atomic", és a "Put Ya Hands Up" című számok voltak. Burnin 'Sneakers című albumról van a két szám.

## Fordítás
- Ez a szócikk részben vagy egészben  a   Bomfunk MC's című angol Wikipédia-szócikk ezen változatának fordításán alapul.  Az eredeti cikk szerkesztőit annak laptörténete sorolja fel. Ez a jelzés csupán a megfogalmazás eredetét és a szerzői jogokat jelzi, nem szolgál a cikkben szereplő információk forrásmegjelöléseként.